# Список Магнитского
Список Магнитского (также известен как Список Кардина) — перечень лиц, согласно позиции его составителей, ответственных за содержание под стражей, жестокое обращение и смерть аудитора Сергея Магнитского, другие грубые нарушения прав человека в Российской Федерации и серию крупных хищений денежных средств из российского бюджета под видом возврата налогов, раскрытых группой юристов и аудиторов, включающих Магнитского.
Список назван по имени сенатора США Бенджамина Кардина, который, совместно с членом Палаты Представителей Джеймсом Макговерном, 26 апреля 2010 года обратился к госсекретарю США Хиллари Клинтон с просьбой ввести ряд персональных санкций против этих людей с приложением списка имён.
Изначально список содержал 60 фамилий чиновников МВД, ФСБ, ФНС, Арбитражного суда, Генеральной прокуратуры и ФСИН, а также краткое описание роли каждого из указанных лиц в деле Hermitage Capital и в преследовании Сергея Магнитского. В дальнейшем, когда на основе инициатив Кардина и других лиц в разных странах принимались различные нормативные акты, количество людей в них порой отличалось от исходного списка.

## Предыстория
В 2007 году из российского бюджета были похищены 5,4 млрд рублей, что считается крупнейшим в истории единовременным хищением средств из государственного бюджета России. Первыми это преступление обнаружили сотрудники фирмы Firestone Duncan, обслуживавшей юридические интересы инвестиционного фонда Hermitage Capital Management, среди которых были Эдуард Хайретдинов, Владимир Пастухов, Джемисон Файерстоун и Сергей Магнитский. Они инициировали следствие по факту хищения бюджетных средств, в рамках которого стал очевиден перечень участников преступления, включающий в себя несколько десятков сотрудников различных российских органов исполнительной власти.
24 ноября 2008 года Сергей Магнитский был арестован по обвинению в помощи главе фонда Hermitage Capital Management Уильяму Браудеру в уклонении от уплаты налогов. Спустя 11 месяцев предварительного заключения Сергей скончался в больнице Следственного изолятора № 1 г. Москвы. Инициатором его ареста и следователем по его делу оказались ключевые участники раскрытого Сергеем и его коллегами хищения.
В апреле 2010 года сенатор Бенджамин Кардин попросил госсекретаря Хиллари Клинтон закрыть визовый коридор в США для 60 российских чиновников, причастных к этому хищению и к смерти Сергея. В мае того же года семья покойного С. Магнитского получила официальные соболезнования от президента Барака Обамы. В сентябре 2010 г. конгресс США проголосовал за инициативу Кардина. То же самое в декабре сделал Европарламент.

## Законодательное признание списка
16 декабря 2010 года Европейский парламент проголосовал за резолюцию, призывающую запретить въезд в страны ЕС российским должностным лицам, имеющим отношение к делу Сергея Магнитского. Резолюция не имеет обязательной силы, но рекомендует правительствам стран ЕС изучить возможность визовых и финансовых санкций против лиц, упомянутых в документах, связанных с делом Магнитского.
В американском конгрессе инициатива Кардина и Маковерна рассматривалась под названием англ. Sergei Magnitsky Rule of Law Accountability Act of 2012. Будущий закон был составлен таким образом, чтобы исполнительные органы власти США в любой момент имели возможность добавлять и удалять людей из «Списка…»: он «будет открытым для пополнения, но закрытым для публики».
В сентябре 2012 года стало известно, что Великобритания уже ввела в действие свой «закон Магнитского». Тогда же стало известно, что введение в пределах стран санкций, предусмотренных «законом Магнитского», предложили депутаты Швеции и Нидерландов. Помимо США и Великобритании, о своей готовности присоединиться к санкциям против убийц Сергея в разное время говорили власти Канады, Польши и Эстонии.
В декабре 2012 года президентом США Бараком Обамой был подписан закон англ. Russia and Moldova Jackson-Vanik Repeal and Sergei Magnitsky Rule of Law Accountability Act of 2012, получивший известность под названием «Закон Магнитского», создающий механизм, позволяющий госсекретарю США без согласования с Конгрессом включать любых зарубежных коррупционеров и преступников в санкционный список. Первые 18 человек были официально включены в американский список 12 апреля 2013 года.

## Список
Ниже представлен перечень людей в исходном списке Кардина. Он был опубликован в апреле 2010 года на сайте Американской Комиссии По Безопасности и Сотрудничеству в Европе председателем которой в то время был Бен Кардин. Список содержит имена российских чиновников и краткое описание роли каждого из них в деле Магнитского.
| №  | Имя                   | Должность                                                                                                  | Ведомство                                                                                   |
| -- | --------------------- | --- | ------------------------------------------------------------------------------------------- |
| 1  | Алексей Аничин        | Бывший заместитель главы МВД РФ — начальник СК МВД                                                         | СК МВД                                                                                      |
| 2  | Олег Логунов          | Начальник правового управления Генеральной прокуратуры, ранее заместитель начальника СК МВД                | Генпрокуратура                                                                              |
| 3  | Олег Сильченко        | Руководитель следственной группы                                                                           | СК МВД                                                                                      |
| 4  | Александр Матвеев     | Заместитель начальника СК МВД                                                                              | СК МВД                                                                                      |
| 5  | Геннадий Карлов       | Начальник отдела                                                                                           | СК МВД                                                                                      |
| 6  | Наталья Виноградова   | Заместитель начальника отдела                                                                              | СК МВД                                                                                      |
| 7  | Александр Рябинин     | Следователь                                                                                                | СК МВД                                                                                      |
| 8  | Сергей Олейник        | Следователь                                                                                                | СК МВД                                                                                      |
| 9  | А. А. Малыгина        | Следователь                                                                                                | СК МВД                                                                                      |
| 10 | М. О. Сапунова        | Следователь                                                                                                | СК МВД                                                                                      |
| 11 | Е. В. Михайлов        | Следователь                                                                                                | СК МВД                                                                                      |
| 12 | Р. А. Грицай          | Следователь                                                                                                | СК МВД                                                                                      |
| 13 | И. А. Варганов        | Следователь                                                                                                | СК МВД                                                                                      |
| 14 | Нелли Дмитриева       | Следователь                                                                                                | ГУВД Москвы                                                                                 |
| 15 | Артём Кузнецов        | Сотрудник Управления по борьбе с налоговыми преступлениями (заместитель начальника 6 отдела), ныне ДЭБ МВД | ГУВД Москвы                                                                                 |
| 16 | Алексей Дроганов      | Сотрудник Управления по борьбе с налоговыми преступлениями (подчиненный Кузнецова)                         | ГУВД Москвы                                                                                 |
| 17 | Дмитрий Толчинский    | Сотрудник Управления по борьбе с налоговыми преступлениями (сотрудник 6-го отдела)                         | ГУВД Москвы                                                                                 |
| 18 | А. А. Кречетов        | Сотрудник Управления по борьбе с налоговыми преступлениями (сотрудник 6-го отдела)                         | ГУВД Москвы                                                                                 |
| 19 | Александр Клевцов     | Сотрудник Управления по борьбе с налоговыми преступлениями (Начальник 6-го отдела)                         | ГУВД Москвы                                                                                 |
| 20 | Анатолий Михайлин     | Начальник Управления по налоговым преступлениям (уволен)                                                   | ГУВД Москвы                                                                                 |
| 21 | Павел Карпов          | Следователь Главного следственного управления                                                              | ГУВД Москвы                                                                                 |
| 22 | Иван Глухов           | Начальник Главного следственного управления ГУВД по Москве (уволен)                                        | ГУВД Москвы                                                                                 |
| 23 | Николай Будило        | Следователь                                                                                                | СК МВД                                                                                      |
| 24 | Олег Уржумцев         | Следователь                                                                                                | Следственное управление СКП по республике Татарстан                                         |
| 25 | Александр Кувалдин    | Сотрудник Управления «К» Службы экономической безопасности                                                 | ФСБ РФ                                                                                      |
| 26 | Виктор Воронин        | Начальник Управления «К» Службы экономической безопасности                                                 | ФСБ РФ                                                                                      |
| 27 | Станислав Гордеевский | Прокурор                                                                                                   | Прокуратура Москвы                                                                          |
| 28 | Наталья Якимович      | Прокурор, заместитель начальника отдела по САО Москвы                                                      | Прокуратура Москвы                                                                          |
| 29 | Сергей Лазуткин       | Прокурор, начальник отдела по САО Москвы                                                                   | Прокуратура Москвы                                                                          |
| 30 | Аркадий Мажаев        | Начальник управления процессуального контроля в сфере противодействия коррупции                            | СКП РФ                                                                                      |
| 31 | Александр Буров       | Прокурор                                                                                                   | Генпрокуратура                                                                              |
| 32 | Андрей Печегин        | Начальник отдела                                                                                           | Генпрокуратура                                                                              |
| 33 | Виктор Гринь          | Заместитель Генерального прокурора                                                                         | Генпрокуратура                                                                              |
| 34 | Елена Химина          | Начальник Налоговой инспекции 25                                                                           | ФНС Москвы                                                                                  |
| 35 | Сергей Жемчужников    | Заместитель начальника налоговой инспекции 25                                                              | ФНС Москвы                                                                                  |
| 36 | Раиса Бурмистрова     | Начальник отдела налоговых задолженностей (инспекция 25)                                                   | ФНС Москвы                                                                                  |
| 37 | Александра Кузнецова  | Начальник отдела (инспекция 25)                                                                            | ФНС Москвы                                                                                  |
| 38 | Юлия Колтунова        | Начальник отдела налоговых проверок (инспекция 25)                                                         | ФНС Москвы                                                                                  |
| 39 | Ольга Степанова       | Начальник налоговой (инспекция 28)                                                                         | ФНС Москвы                                                                                  |
| 40 | Ольга Цумай           | Начальник отдела налоговых проверок (инспекция 28)                                                         | ФНС Москвы                                                                                  |
| 41 | Светлана Дубровская   | Начальник отдела налоговых проверок (инспекция 28)                                                         | ФНС Москвы                                                                                  |
| 42 | Ольга Давыдова        | Начальник отдела налоговых задолженностей (инспекция 28)                                                   | ФНС Москвы                                                                                  |
| 43 | Екатерина Фролова     | Начальник отдела (инспекция 28)                                                                            | ФНС Москвы                                                                                  |
| 44 | Олеся Шаргородская    | Сотрудник инспекции 28                                                                                     | ФНС Москвы                                                                                  |
| 45 | Максим Третьяков      | Начальник правового управления инспекции 28                                                                | ФНС Москвы                                                                                  |
| 46 | Иван Прокопенко       | Начальник СИЗО                                                                                             | СИЗО «Матросская тишина»                                                                    |
| 47 | Дмитрий Комнов        | Начальник СИЗО (в настоящий момент начальник СИЗО № 3 УФСИН Москвы)                                        | Бутырское СИЗО                                                                              |
| 48 | Дмитрий Кратов        | Заместитель начальника СИЗО «Бутырка» по лечебно-профилактической работе                                   | Бутырское СИЗО                                                                              |
| 49 | Лариса Литвинова      | Начальник медицинского отделения СИЗО «Бутырка»                                                            | Бутырское СИЗО                                                                              |
| 50 | Сергей Подопригоров   | Судья | Тверской районный суд Москвы                                                                |
| 51 | Алексей Криворучко    | Судья | Тверской районный суд Москвы                                                                |
| 52 | Светлана Ухналева     | Судья | Тверской районный суд Москвы                                                                |
| 53 | Елена Сташина         | Судья | Тверской районный суд Москвы                                                                |
| 54 | Галина Филиппова      | Судья | Тверской районный суд Москвы                                                                |
| 55 | Татьяна Корнеева      | Судья | Симоновский районный суд Москвы                                                             |
| 56 | Руфина Газизова       | Судья | Вахитовский районный суд Казани                                                             |
| 57 | Андрей Юшков          | Судья | Арбитражный суд Татарстана                                                                  |
| 58 | Елена Ким             | Судья | Арбитражный суд Москвы                                                                      |
| 59 | Ильдар Салимзянов     | Судья | Арбитражный суд Татарстана                                                                  |
| 60 | Маргарита Зинурова    | С 18.09.2007 г. — заместитель председателя Арбитражного суда                                               | Арбитражный суд Московской области                                                          |
| 61 | Райымбек Матраимов    | с 09.12.2020 г. — заместитель Таможенной службы Кыргызской Республики                                      | Таможенная служба Кыргызской Республики                                                     |
| 62 | Матраимова Аманда     | Жена Райымбека Матраимова                                                                                  | Жена экс-зампредседателя Государственной таможенной службы Кыргызстана Райымбека Матраимова |

## Последующие пополнения списка
В резолюции Европарламента от 16 декабря 2010 года список Кардина дополнен ещё одним человеком — судьёй Артуром Карповым.
12 апреля 2013 года США к своему списку добавили двух лиц, не связанных с делом Магнитского:
- Леча Богатырёв, подозреваемый в убийстве Умара Исраилова (бывшего телохранителя Рамзана Кадырова).
- Казбек Дукузов, подозреваемый в убийстве в Москве главного редактора русского издания Forbes Пола Хлебникова.

В апреле 2014 года Европарламент принял очередную резолюцию — запрет на въезд в страны ЕС и замораживание европейских активов (если таковые обнаружатся) 32 лиц, которые, по мнению европейских депутатов, несут непосредственную ответственность за смерть Сергея Магнитского.
В январе 2017 года в список внесены:
- Александр Бастрыкин;
- Станислав Гордиевский;
- Дмитрий Ковтун;
- Андрей Луговой;
- Геннадий Плаксин[15].

20 декабря 2017 года в список был добавлен Рамзан Кадыров, а также начальник аргунского РОВД Аюб Катаев, которого называли причастным к преследованиям и пыткам геев в Чечне в 2017 году. Также в списке оказались некие Юлия Майорова, Андрей Павлов, Алексей Шешеня.
21 декабря в список был внесён сын Генпрокурора России Артём Чайка с формулировкой «за использование положения своего отца, чтобы несправедливо выигрывать госконтракты, получать госактивы и для влияния на бизнес-конкурентов».

## В культуре
Список Магнитского упоминается в музыкальном клипе «Сиськи» группы «Ленинград».

## См.также
- Санкции против России